# عسل‌خوار آوازخوان
عسل‌خوار آوازخوان (نام علمی: Gavicalis virescens) پرنده کوچکی است که در استرالیا یافت می‌شود و بخشی از خانواده عسل‌خواران (Meliphagidae) است. این پرنده در محدوده گسترده‌ای از بوته‌زارها، جنگل‌ها و زیستگاه‌های ساحلی زندگی می‌کند. این گونه نسبتاً رایج است و در سراسر استرالیا در غرب محدوده تقسیم بزرگ، از طریق ساحل غربی و در جزایر ساحلی استرالیای غربی گسترده است. در کشورهای دیگر یافت نمی‌شود.